# Raquel Rodríguez de Bujalance
Raquel Rodríguez de Bujalance (Guardo, Palencia, 1953) es una periodista española, escritora y experta en Cooperación.

## Biografía
Raquel Rodríguez Martín nació en la localidad palentina de Guardo (1953). Tras licenciarse en Ciencias de la Información, rama de Periodismo en la Universidad Complutense de Madrid, se graduó en Profesorado de Educación Básica en la Universidad de Valladolid, y completó su formación universitaria con los estudios de Ciencias de la Educación y de Derecho en la Universidad Complutense.
Inició su carrera profesional en 1976 como becaria del Diario Informaciones. Desde entonces ha colaborado en radios, diarios y revistas, ha dirigido y editado revistas profesionales y publicado libros.
En 1976  firmaba las crónicas de belleza y moda de la Revista de La Piel. En 1977 firmaba la contraportada del diario ABC y en 1978 era la responsable de belleza y moda de la agencia Europa Press. En los años 80 inició y realizó durante ocho años la “Encuesta de las Mujeres más Elegantes" para la revista ¡Hola! y colaboró con la agencia EFE. En 2003, editó el primer Anuario de Belleza, Perfumería y Cosmética en España.
En 1982 fue una de las cinco personas que formaron el Gabinete de Prensa del Viaje del Papa San Juan Pablo II a España, ocupándose de la documentación, que se reflejó en el libro “Radiografía de la Iglesia Española” entregado a los periodistas acreditados.
Posteriormente fue directora de la Agencia Ecopress (1992-2000); de la consultora de comunicación Comunique Sic. Comunicación (2000-2004);y fue directora adjunta de la  Asociación Vitruvio (2004-2019).Desde entonces firma la columna “Belleza Interior” en Mundobelleza.comy colabora en el blog sobre arte japonés Blogukiyoe.es
Está casada con el matemático Emilio Bujalance, y son padres de cinco hijos.

## Cooperación
De 1999 a 2004 fue Vicepresidenta de Cooperación Internacional ONG.
Colabora como voluntaria de Harambee ONGD desde su fundación en 2002. Desde 2016 forma parte de su Junta Directiva y dirige como voluntaria la comunicación de Harambee.
Ha viajado a numerosos países África subsahariana y ha plasmado sus experiencias en el libro Mujeres de ébano, traducido y publicado en italiano y polaco.

## Coleccionista de arte japonés
Raquel ha reunido junto a su esposo una importante colección de arte japonés, especializada en grabados ukiyo-e, conocida como Colección Bujalance.Parte de la colección está recogida en Google Arts & Culture.

## Publicaciones
- 1982: Radiografía de la Iglesia Española. Conferencia Episcopal.[2][13]
- 1995: La mujer hoy, Retos y Realidad. Editorial Alba. Sobre los resultados de la Cuarta Conferencia Mundial sobre la Mujer: Acción para la Igualdad, el Desarrollo y la Paz, celebrada en Pequín.[14]
- 1996: Triunfar en la Cocina sin Ayuda de las Mujeres. Editorial Pirámide.[15]
- 2015: El camino Tokaido. La mirada del artista. Ukiyo-e. Ed. Creative Space.[16]
- 2017: 47 Ronin. Grabados japoneses Ukiyo-e. Ed. Creative Space.[17]
- 2022: Mujeres de ébano, el desafío del desarrollo en África. Editorial Rialp.[18][19]

## Entrevistas, conferencias
- Videos sobre mujer en TVE
- Raquel Rodríguez presenta ‘Mujeres de Ébano’: el desafío del desarrollo en África en Teleonuba (30 de enero de 2024)
- "Mujeres de ébano", un libro y un testimonio de Raquel Rodríguez de Bujalance                                        .
- África hoy - Proyectos de Harambee en África (7 de enero de 2019)
- Concierto 20 Aniversario Harambee a favor de África (25 de octubre de 2023)
- "Mujer y africana: mucho que enseñar" - Facultad de Filosofía y Letras - Universidad de Navarra (8 de marzo de 2023)
- Raquel Rodríguez de Bujalance: "Estas africanas son muy inteligentes y trabajadoras" - Cadena COPE (13 de septiembre de 2022)
- El desafío del desarrollo en África. El Comercio, Gijón (10 de marzo de 2023)
- El verdadero desafío del desarrollo en África es la educación. Raquel Rodríguez de Bujalance Foro Mujer Sociedad
- Encuentros Rialp: Raquel Rodríguez de Bujalance (6 de marzo de 2023)
- Moda y Personalidad en marianauboneblog
- 'Mujeres de ébano' reúne la historia de 13 mujeres que se quedaron en África para ayudar a otras con menos oportunidades. Europa Press (26 de octubre de 2022)